# So Dark the Con of Man
So Dark the Con of Man is het tweede studioalbum van het Noorse hiphopduo Madcon. Het album werd vrijwel elke maand in een ander land uitgebracht. De eerste release was op 3 maart 2007 in Noorwegen. Op 9 mei 2008 werd het album in Nederland uitgebracht

## Nummers
| Nr. | Titel                               | Duur |
| --- | ----------------------------------- | ---- |
| 1.  | Beggin'                             | 3:36 |
| 2.  | Back on the Road (ft. Paperboys)    | 3:35 |
| 3.  | Liar                                | 3:08 |
| 4.  | Hard Too Read (ft. Noora)           | 3:02 |
| 5.  | Life's Too Short                    | 3:19 |
| 6.  | The Way We Do Thangs (ft. Timbuktu) | 3:58 |
| 7.  | Blessed                             | 2:57 |
| 8.  | Süda Süda (ft. El Axel)             | 3:29 |
| 9.  | Let It Be Known                     | 3:36 |
| 10. | Let's Dance Instead                 | 2:45 |
| 11. | Dandelion                           | 3:57 |
| 12. | Pride & Prejudice (ft. Sofian)      | 3:03 |
| 13. | Me & My Brother                     | 5:20 |

| Nr. | Titel    | Duur |
| --- | -------- | ---- |
| 14. | Loose    | 3:30 |
| 15. | Doo Woop | 3:38 |

## Hitlijsten
| Lijst (2007/2009)   | Hoogste positie |
| ------------------- | --------------- |
| België              | 30              |
| Frankrijk           | 11              |
| Noorwegen           | 3               |
| Zwitserland         | 59              |
| Verenigd Koninkrijk | 137             |